# FIL-Sommerrodel-Cup 2010
Der FIL-Sommerrodel-Cup 2010 war die 18. Auflage des von der Fédération Internationale de Luge de Course veranstalteten Sommerrodel-Cups, der am 3. und 4. September 2010 auf der Rennschlittenbahn „Wolfram Fiedler“ in Ilmenau ausgetragen wurde. Es fanden Wettbewerbe in den Altersklassen Elite/Junioren und Jugend A statt, die jeweils in drei Läufen entschieden wurden. Es siegten Johannes Ludwig und Ewelina Staszulonek in der Altersklasse Elite/Junioren sowie Florian Küchler und Maria Naß in der Altersklasse Jugend A.

## Titelverteidiger
Beim FIL-Sommerrodel-Cup im September 2009 siegten Andi Langenhan und Dajana Eitberger in der Altersklasse Elite/Junioren sowie Marián Zemaník und Johanna Hodermann in der Altersklasse Jugend A. Zemaník und Hodermann starteten in der höheren Altersklasse Elite/Junioren, Zemaník wurde Zwölfter, Hodermann erreichte den Silberrang.

## Ergebnisse

### Altersklasse Elite/Junioren

#### Männer

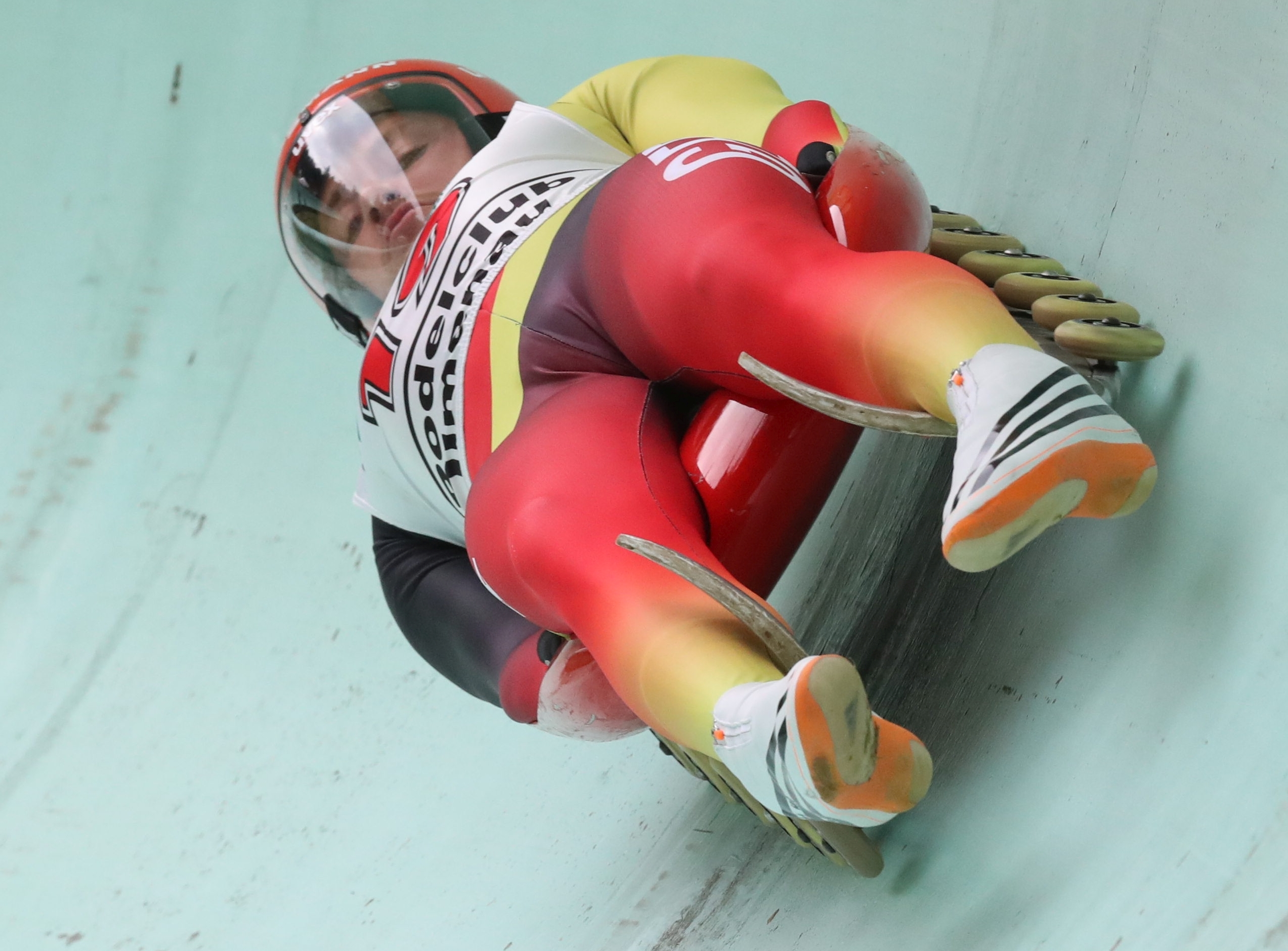
Johannes Ludwig

| Platz | Sportler        | Laufzeit 1    | Laufzeit 2    | Laufzeit 3    | Endzeit          |
| ----- | --------------- | ------------- | ------------- | ------------- | ---------------- |
| 1     | Johannes Ludwig | 20,515 s (2)  | 20,331 s (1)  | 20,287 s (2)  | 1:01,133 Minuten |
| 2     | David Möller    | 20,366 s (1)  | 20,429 s (3)  | 20,445 s (5)  | 1:01,240 Minuten |
| 3     | Andi Langenhan  | 20,679 s (4)  | 20,423 s (2)  | 20,228 s (1)  | 1:01,330 Minuten |
| 4     | Jan Eichhorn    | 20,568 s (3)  | 20,558 s (5)  | 20,414 s (4)  | 1:01,540 Minuten |
| 5     | Sascha Benecken | 20,724 s (6)  | 20,560 s (6)  | 20,332 s (3)  | 1:01,616 Minuten |
| 6     | Daniel Pfister  | 20,703 s (5)  | 20,517 s (4)  | 20,672 s (9)  | 1:01,892 Minuten |
| 7     | Toni Eggert     | 20,804 s (7)  | 20,642 s (7)  | 20,527 s (6)  | 1:01,973 Minuten |
| 8     | Florian Berkes  | 20,837 s (9)  | 20,803 s (8)  | 20,664 s (8)  | 1:02,304 Minuten |
| 9     | Daniel Rothamel | 20,920 s (10) | 20,843 s (10) | 20,578 s (7)  | 1:02,341 Minuten |
| 10    | Wolfgang Kindl  | 21,019 s (11) | 21,136 s (12) | 20,711 s (10) | 1:02,866 Minuten |
| 11    | Toni Gräfe      | 21,372 s (8)  | 20,832 s (9)  | 20,733 s (11) | 1:02,937 Minuten |
| 12    | Marián Zemaník  | 21,334 s (12) | 21,049 s (11) | 20,738 s (12) | 1:03,121 Minuten |

#### Frauen
| Platz | Sportler            | Laufzeit 1    | Laufzeit 2    | Laufzeit 3    | Endzeit          |
| ----- | ------------------- | ------------- | ------------- | ------------- | ---------------- |
| 1     | Ewelina Staszulonek | 21,109 s (1)  | 21,115 s (3)  | 20,893 s (1)  | 1:03,117 Minuten |
| 2     | Johanna Hodermann   | 21,285 s (5)  | 21,043 s (1)  | 21,040 s (2)  | 1:03,368 Minuten |
| 3     | Katrin Rudolph      | 21,219 s (3)  | 21,112 s (2)  | 21,114 s (4)  | 1:03,847 Minuten |
| 4     | Dajana Eitberger    | 21,243 s (4)  | 21,124 s (4)  | 21,162 s (5)  | 1:03,529 Minuten |
| 5     | Ewa Kuls            | 21,204 s (2)  | 21,241 s (5)  | 21,098 s (3)  | 1:03,245 Minuten |
| 6     | Nathalie Burkhardt  | 21,372 s (6)  | 21,362 s (6)  | 21,277 s (6)  | 1:04,011 Minuten |
| 7     | Stefanie Schubert   | 21,530 s (7)  | 21,565 s (9)  | 21,419 s (8)  | 1:04,514 Minuten |
| 8     | Birgit Platzer      | 21,674 s (8)  | 21,553 s (8)  | 21,482 s (10) | 1:04,709 Minuten |
| 9     | Veronika Figliarova | 21,846 s (10) | 21,524 s (7)  | 21,441 s (9)  | 1:04,811 Minuten |
| 10    | Oktawia Zych        | 21,770 s (9)  | 21,690 s (10) | 21,384 s (7)  | 1:04,844 Minuten |

### Altersklasse Jugend A

#### Männlich
| Platz | Sportler            | Laufzeit 1    | Laufzeit 2    | Laufzeit 3    | Endzeit          |
| ----- | ------------------- | ------------- | ------------- | ------------- | ---------------- |
| 1     | Florian Küchler     | 20,235 s (1)  | 20,209 s (1)  | 20,279 s (1)  | 1:00,723 Minuten |
| 2     | Philipp Struppert   | 20,294 s (2)  | 20,419 s (2)  | 20,395 s (4)  | 1:01,108 Minuten |
| 3     | Josef Cikovský      | 20,417 s (5)  | 20,487 s (5)  | 20,339 s (2)  | 1:01,234 Minuten |
| 4     | Sebastian Bley      | 20,409 s (4)  | 20,470 s (3)  | 20,389 s (3)  | 1:01,268 Minuten |
| 5     | David Gamm          | 20,432 s (6)  | 20,516 s (6)  | 20,628 s (7)  | 1:01,576 Minuten |
| 6     | Thomas Steu         | 20,459 s (7)  | 20,603 s (8)  | 20,538 s (6)  | 1:01,600 Minuten |
| 7     | Michael Mayer       | 20,518 s (9)  | 20,615 s (10) | 20,482 s (5)  | 1:01,615 Minuten |
| 8     | Manuel Stiebing     | 20,574 s (11) | 20,476 s (4)  | 20,644 s (9)  | 1:01,694 Minuten |
| 9     | Maximilian Herrmann | 20,475 s (8)  | 20,607 s (9)  | 21,645 s (10) | 1:01,727 Minuten |
| 10    | Jozef Petrulák      | 21,365 s (3)  | 20,713 s (13) | 20,670 s (11) | 1:01,748 Minuten |
| 11    | Florian Löffler     | 21,594 s (12) | 20,772 s (14) | 20,677 s (12) | 1:02,043 Minuten |
| 12    | David Gleirscher    | 21,668 s (14) | 20,620 s (11) | 20,826 s (15) | 1:02,114 Minuten |
| 13    | Eric Wuttig         | 20,825 s (17) | 20,529 s (7)  | 20,763 s (13) | 1:02,117 Minuten |
| 14    | Lorenz Koller       | 20,521 s (10) | 20,699 s (12) | 20,912 s (16) | 1:02,132 Minuten |
| 15    | Max Sturm           | 20,667 s (13) | 20,851 s (16) | 20,639 s (8)  | 1:02,157 Minuten |
| 16    | Leon Augustin       | 20,687 s (15) | 20,781 s (15) | 20,794 s (14) | 1:02,262 Minuten |
| 17    | Jumit Maksut        | 20,818 s (16) | 21,256 s (19) | 21,036 s (17) | 1:03,110 Minuten |
| 18    | David Trojer        | 21,367 s (19) | 21,028 s (18) | 21,106 s (18) | 1:03,501 Minuten |
| 19    | Daniel Fluckinger   | 21,052 s (18) | 20,997 s (17) | 21,579 s (19) | 1:03,628 Minuten |
| 20    | Jordan Dimitrow     | 22,502 s (20) | 22,530 s (20) | 22,213 s (20) | 1:07,245 Minuten |

#### Weiblich
| Platz | Sportler            | Laufzeit 1    | Laufzeit 2    | Laufzeit 3    | Endzeit          |
| ----- | ------------------- | ------------- | ------------- | ------------- | ---------------- |
| 1     | Maria Naß           | 20,760 s (2)  | 20,682 s (1)  | 20,737 s (1)  | 1:02,179 Minuten |
| 2     | Juliane Werner      | 20,737 s (1)  | 20,849 s (2)  | 20,863 s (3)  | 1:02,449 Minuten |
| 3     | Luisa Hornung       | 20,828 s (3)  | 20,929 s (4)  | 20,977 s (5)  | 1:02,734 Minuten |
| 4     | Katrin Heinzelmaier | 21,056 s (7)  | 21,054 s (7)  | 20,907 s (4)  | 1:03,017 Minuten |
| 5     | Sahrah Oberhöller   | 20,937 s (5)  | 21,133 s (8)  | 20,982 s (6)  | 1:03,143 Minuten |
| 6     | Anne Röder          | 21,402 s (10) | 20,910 s (3)  | 20,831 s (2)  | 1:03,143 Minuten |
| 7     | Katrin Ibele        | 20,930 s (4)  | 21,026 s (6)  | 21,211 s (8)  | 1:03,178 Minuten |
| 8     | Nikola Drajnova     | 20,967 s (6)  | 21,026 s (5)  | 21,191 s (7)  | 1:03,184 Minuten |
| 9     | Melina Heinzelmaier | 21,209 s (9)  | 21,210 s (9)  | 21,329 s (9)  | 1:03,748 Minuten |
| 10    | Elena Micheler      | 21,124 s (8)  | 21,372 s (10) | 21,434 s (10) | 1:03,930 Minuten |
| 11    | Martina Gergowa     | 21,603 s (11) | 21,562 s (11) | 21,766 s (11) | 1:04,931 Minuten |